# Parque nacional Picos Moogerah

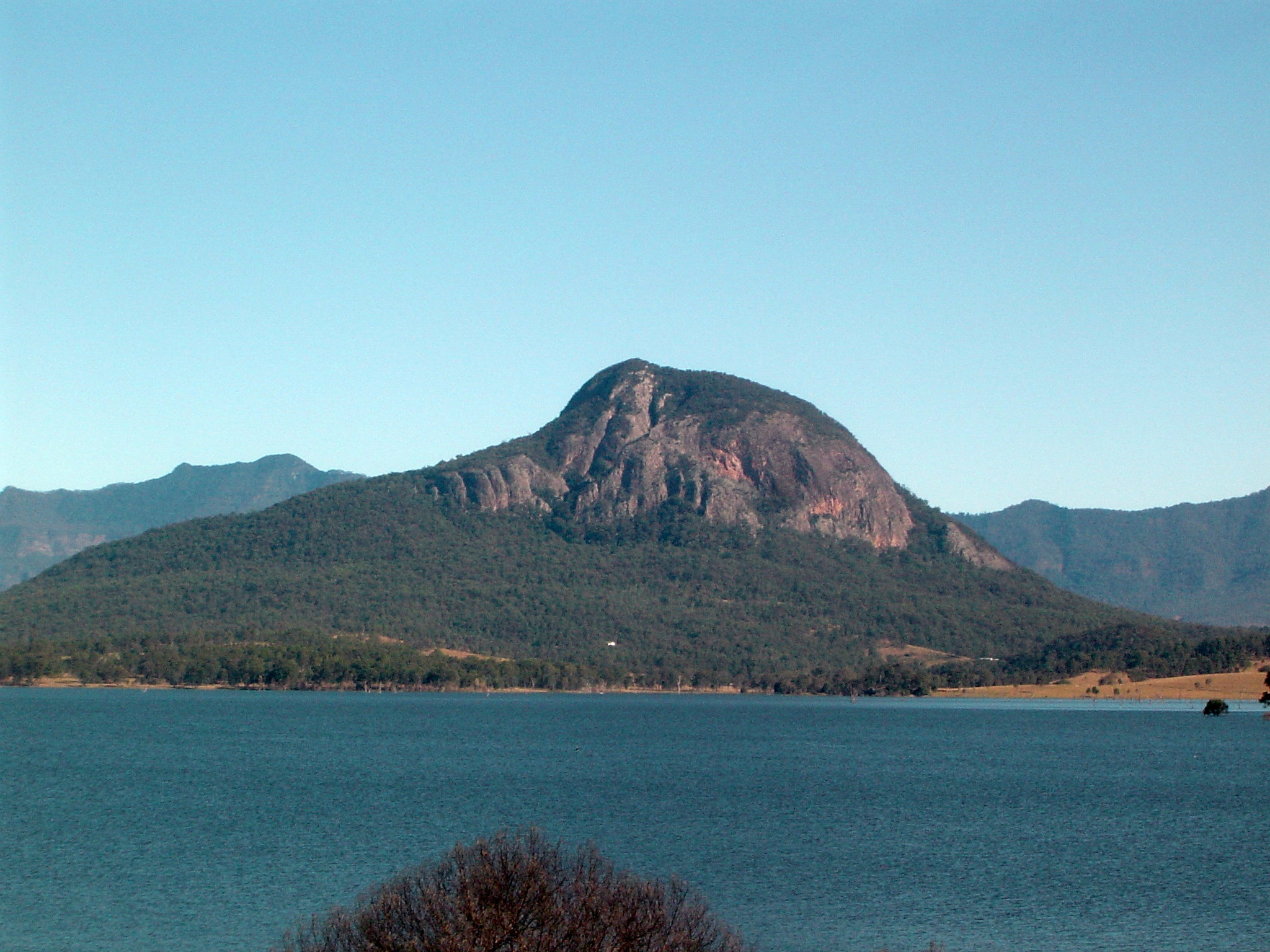
Monte Greville visto desde el área de pícnic del lago Moogerah

Picos Moogerah es un parque nacional en Queensland (Australia), ubicado a 70 km al suroeste de Brisbane.
Los Picos Moogerah son un pequeño grupo de montañas de origen volcánico. Las montañas Francesa, Edwards, Luna y Greville cada una se encuentra en una sección separada del parque.
Los desfiladeros del Monte Francés son uno de los sitios más visitados del estado para escaladores. El parque rodea al Lago Moogerah, y el acceso hacia el Monte Edwards se realiza al pie del lago.

## Datos
- Área: 9,27 km²
- Coordenadas: 27°59′04″S 152°37′05″E / -27.98444, 152.61806
- Fecha de Creación: 1982
- Administración: Servicio para la Vida Salvaje de Queensland
- Categoría IUCN: II

Véase también:
- Zonas protegidas de Queensland